# Jupiter Island
Jupiter Island is een plaats (town) in de Amerikaanse staat Florida, en valt bestuurlijk gezien onder Martin County.
De plaats moet niet worden verward met het nabijgelegen Jupiter.

## Demografie
Bij de volkstelling in 2000 werd het aantal inwoners vastgesteld op 620.
In 2006 is het aantal inwoners door het United States Census Bureau geschat op 649, een stijging van 29 (4,7%).

## Geografie
Volgens het United States Census Bureau beslaat de plaats een oppervlakte van
9,3 km², waarvan 7,0 km² land en 2,3 km² water.

## Plaatsen in de nabije omgeving
De onderstaande figuur toont nabijgelegen plaatsen in een straal van 16 km rond Jupiter Island.